# Reigerstraat

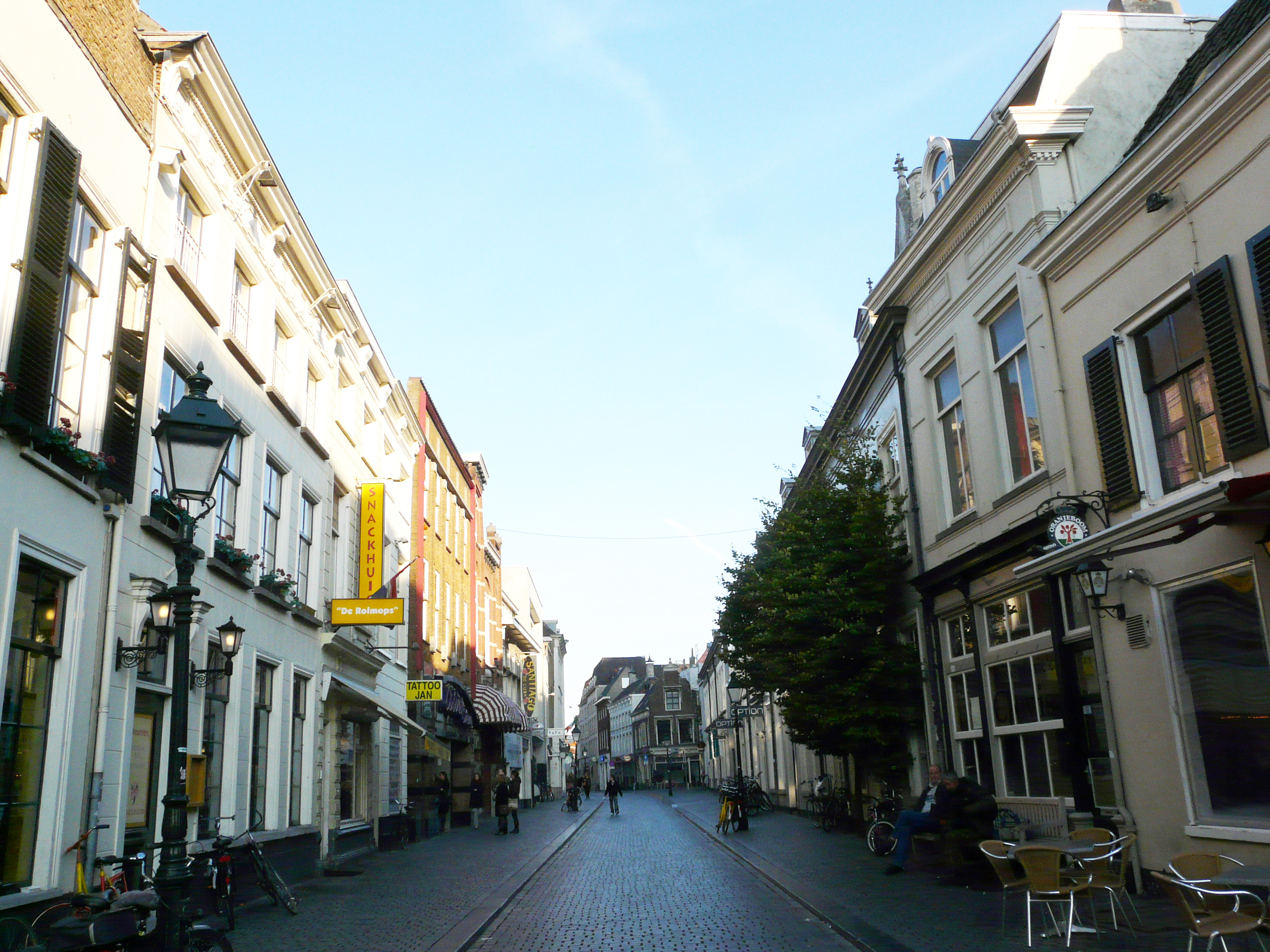
Reigerstraat

De Reigerstraat is een van de oudste straten in de binnenstad van Breda.
Hij ligt achter de Grote of Onze-Lieve-Vrouwekerk en dicht bij de Haven. De Reigerstraat begint op de Havermarkt, een bekende uitgaansplek met veel horeca, en de Schoolstraat. Halverwege is de Grote Markt. In de Reigerstraat zijn diverse kleine gespecialiseerde winkels en een bioscoop van Minerva die in november 2008 gesloten is. Verder is in de straat het Begijnhof Breda en de Waalse kerk.
Er staan een aantal historische panden in de Reigerstraat, waaronder Breda's oudste stenen huis op nummer 22, dat nog ouder is dan het Huis van Brecht behorende bij het Kasteel van Breda.
Ook is er het Huis voor beeldcultuur gevestigd.

## Geschiedenis
Enkele oude panden zijn Herberghe uit 1353 op de nummers 18-24 met de Graanbeurs uit 1934 op op nummer 18-20, het nachtcafé Nightlife Coyoty's op nummer 22, de voormalige Casino bioscoop uit 1932 op nummer 24. In 1661 was er een opsplitsing van de nummers 18, 20, 22 en 24. Dit zijn onbeschermde panden.
In de 15de en 16de eeuw kwam er het kerkhof van de Grote Kerk, de Reigerkolonie. In 1501 werd het Stadsteerhuis op nummer 4-6 gebouwd. In 1530 verbouwde Frederik van Renesse de Herberghe tot hofhuis. In 1550 kwamen de Reygerbomen de eerste huizen langs de kerkmuur. In 1578 heette de straat Reygerstraat waar ze haar huidige naam van heeft. In 1640 werden de kerkenhuisjes gebouwd die tot in de 19de eeuw hebben bestaan.
De Reigerstraat dankt haar naam aan de reigers die op de vis afkwamen vlak bij de vismarkt en haven van Breda.

## Fotogalerij

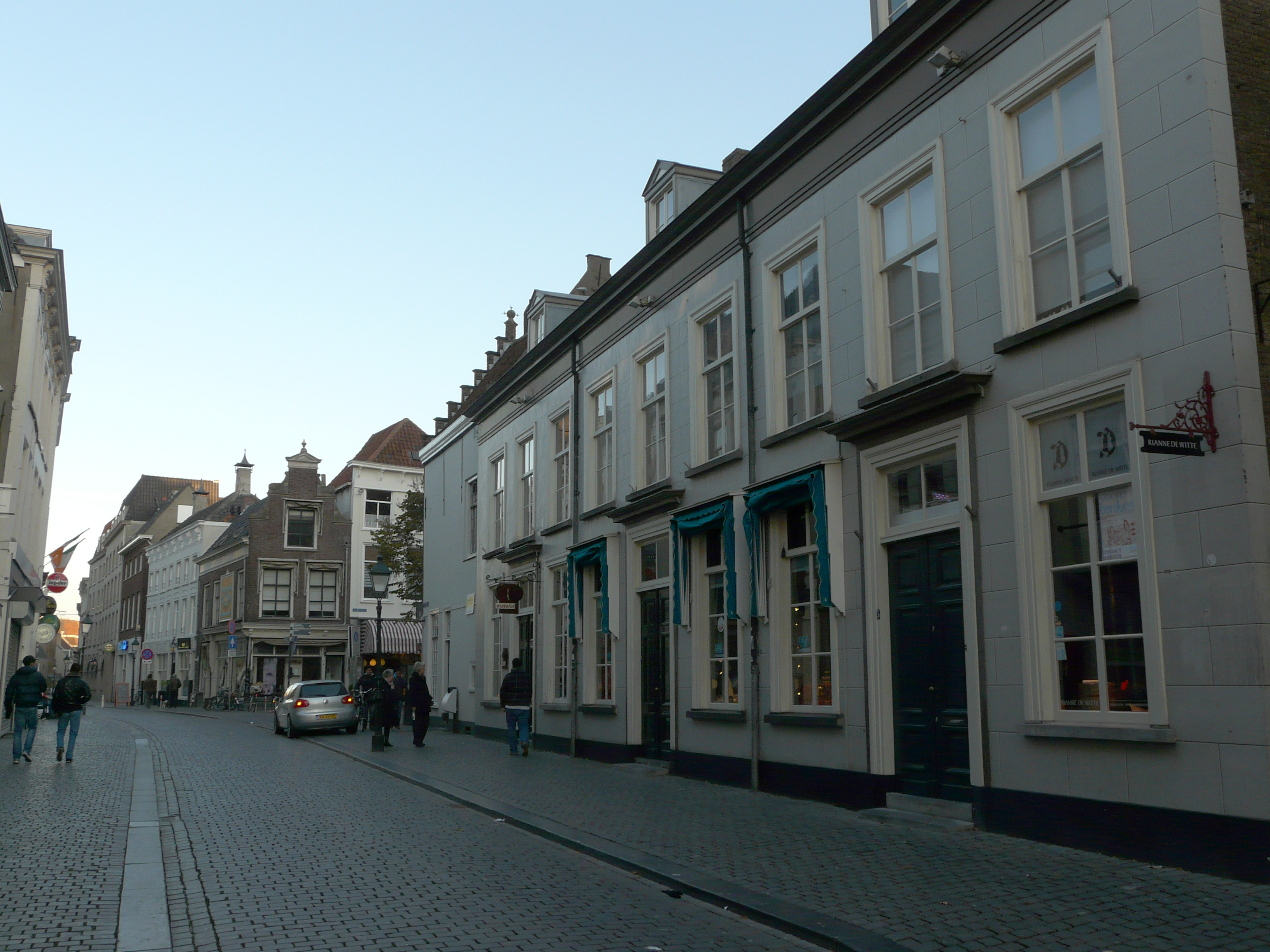
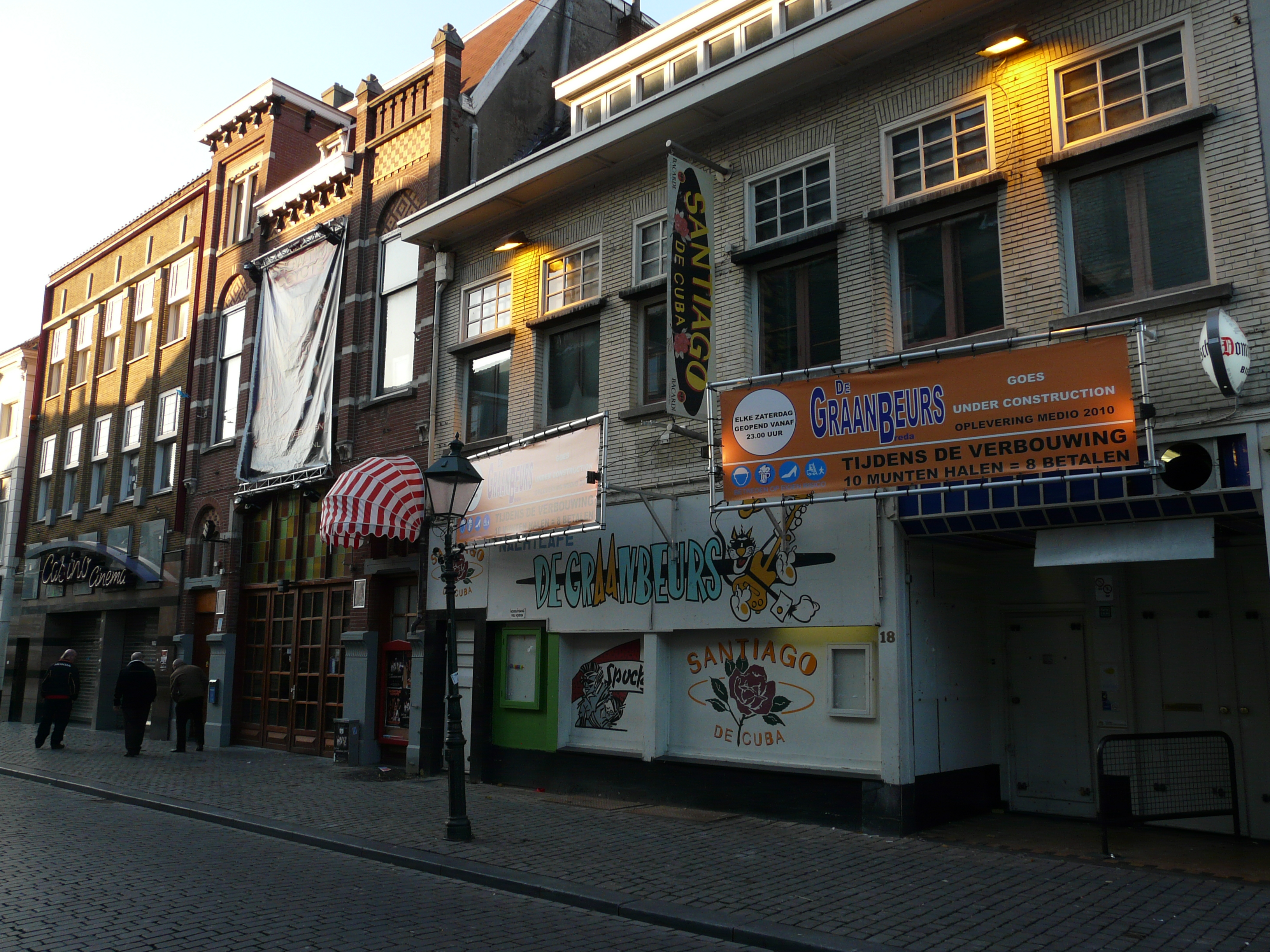